# Günter Hitzemann
Günter Hitzemann (* 24. Januar 1929 in Bad Oeynhausen; † 20. Januar 2015 in Hamburg) war ein deutscher baptistischer Geistlicher. Im Laufe seines Dienstes innerhalb des Bundes Evangelisch-Freikirchlicher Gemeinden in Deutschland nahm er über viele Jahre hinweg Leitungsaufgaben innerhalb seiner Freikirche wahr.

## Leben
Nach seinem Abitur studierte Günter Hitzemann von 1950 bis 1952 zunächst an der Theologischen Hochschule Bethel-Bielefeld. Danach besuchte er das evangelisch-freikirchliche Theologische Seminar Hamburg-Horn, das er 1954 mit dem theologischen Examen absolvierte. Das Thema seiner Abschlussarbeit lautete: Der Begriff „Liebe“ im hellenistischen und biblischen Sprachgebrauch.
Von 1954 bis 1957 war er Vikar in der evangelisch-freikirchlichen Gemeinde Hamburg-Altona (Christuskirche), die ihn anschließend zu ihrem Gemeindepastor berief. 1968 folgte er einer Berufung nach Berlin. Hier übernahm er die Leitung des baptischen Diakoniewerkes Bethel, dem er bis zum Eintritt in seinen Ruhestand 1992 vorstand. In die Zeit seines Direktorats fallen bedeutende Erweiterungen des Bethel-Werkes. So wurden zum Beispiel unter seiner Leitung das Bethel-Seniorenhaus in der Berliner Booth-Straße errichtet, das ehemalige Kreiskrankenhaus Welzheim in die Trägerschaft des freikirchlichen Diakoniewerks übernommen und die Bethel-Einrichtungen in Bad Oeynhausen eröffnet. Auch in Trossingen und Wien wurden während seiner Amtszeit Zweigstellen der Berliner Bethel-Diakonie eingerichtet.
Neben seiner beruflichen Tätigkeit in der freikirchlichen Diakonie engagierte sich Günter Hitzemann auch in den Leitungsgremien seiner Freikirche. Über 20 Jahre gehörte er der Bundesleitung der Evangelisch-Freikirchlicher Gemeinden an. Seine besonderen Schwerpunkte waren dabei die Arbeitsbereiche Theologische Ausbildung, Außenmission sowie die Diakonie und der Finanzhaushalt. Von 1973 bis 1975 und von 1981 bis 1989 war Hitzemann Präsident des Bundes Evangelisch-Freikirchlicher Gemeinden und bekleidete damit das höchste Amt seiner Freikirche. In dieser Funktion trug er wesentlich dazu bei, dass der deutsche Baptistenbund anlässlich des Hamburger Kongresses der Europäisch-Baptistischen Föderation sein Versagen in der NS-Diktatur bekannte und ein Schuldbekenntnis formulierte. Von 1982 bis 1984 war Günter Hitzemann auch Präsident der Vereinigung Evangelischer Freikirchen. Er gilt außerdem als einer der Mitbegründer des Verbandes Freikirchlicher Diakoniewerke, deren erster Vorsitzender er auch war. Von 1977 bis 1991 gehörte er als Mitglied der Diakonischen Konferenz der Evangelischen Kirche in Deutschland an und war über zehn Jahre der stellvertretende Vorsitzende dieser Vereinigung.
Günter Hitzemann lebte in Hamburg. 1954 heiratete er seine Frau Ingeborg und wurde Vater dreier Töchter, alle Theologinnen, unter ihnen Andrea Strübind, baptistische Theologin und Professorin für Kirchengeschichte an der Universität Oldenburg.

## Würdigungen
Für seine Lebensleistung verlieh 1989 das Diakonische Werk Günter Hitzemann das Kronenkreuz in Gold. Ein Jahr später wurde ihm vom Bundespräsidenten der Bundesrepublik Deutschland das Bundesverdienstkreuz am Bande überreicht.

## Werke (Auswahl)
- Hans Luckey zum Gedächtnis, in: Festschrift 100 Jahre Theologisches Seminar 1880 - 1980, S. 78–84
- Schlaglichter aus dem Leben einer Freikirche. Glaubensfrömmigkeit geht vor Weltverantwortung, Wetzlar 1983
- Wir sehen uns in die Schuld unseres Volkes und unserer Bundesgemeinschaft verflochten. Zur Entstehungsgeschichte und Funktion des Schuldbekenntnisses von 1984, in: Zeitschrift für Theologie und Gemeinde (Hrsg. Gesellschaft für Freikirchliche Theologie und Publizistik),  Jahrgang 8/2003, S. 307ff